# Oncotheca
Oncotheca Baill., 1891 è un genere di piante angiosperme dell'ordine Icacinales, unico genere della famiglia Oncothecaceae Kobuski ex Airy Shaw, 1965.

## Tassonomia
Il genere comprende le seguenti specie:
- Oncotheca balansae Baill.
- Oncotheca humboldtiana (Guillaumin) Morat & Veillon